# Bungeland
Das Bungeland (russisch Земля Бунге, Semlja Bunge, jakutisch Бунге сирэ, Bunge sirä) ist eine große Sandbank in den Neusibirischen Inseln im Arktischen Ozean. Administrativ gehört es zur russischen Republik Sacha (Jakutien).

## Geographie
Das etwa 6.200 km² große Bungeland verbindet als Landbrücke die Insel Kotelny im Westen mit der Insel Faddejewski im Osten, was die zusammengesetzte Landmasse mit rund 23.200 km² Fläche zur viertgrößten Insel Russlands macht. Die sechs bis acht Meter hohe und vegetationslose Landbrücke ist bei Sturmflut jedoch regelmäßig überflutet. Benannt ist das Bungeland nach Alexander von Bunge, einem deutsch-russischen Arzt und Forschungsreisenden, der 1886 eine Expedition zu den Neusibirischen Inseln leitete.